# Pyza bosnica
Espèce
Synonymes
- Nemastoma bosnicum Roewer, 1919
- Nemastoma gallwitzi Roewer, 1923
- Nemastoma bosnicum orientale Kratochvíl, 1958
- Nemastoma goliae Hadži, 1973
- Nemastoma sarae Hadži, 1973

Pyza bosnica est une espèce d'opilions dyspnois de la famille des Nemastomatidae.

## Distribution
Cette espèce se rencontre en Bosnie-Herzégovine, en Croatie, au Kosovo, en Serbie et en Bulgarie.

## Description
Le mâle holotype mesure 4 mm.
Les mâles mesurent de 3,2 à 3,9 mm et les femelles de 3,2 à 4,1 mm.

## Systématique et taxinomie
Cette espèce a été décrite sous le protonyme Nemastoma bosnicum par Roewer en 1919. Elle est placée dans le genre Pyza par Staręga en 1976.
Nemastoma gallwitzi et Nemastoma bosnicum orientale ont été placées en synonymie par Staręga en 1976.
Nemastoma goliae et Nemastoma sarae ont été placées en synonymie par Gruber en 1979.

## Étymologie
Son nom d'espèce lui a été donné en référence au lieu de sa découverte, la Bosnie.

## Publication originale
- Roewer, 1919 : « Über Nemastomatiden und ihre Verbreitung. » Archiv für Naturgeschichte, p. 83, no 2, p. 140–160.